# Distretto di Ghorak
Il distretto di Ghorak è un distretto dell'Afghanistan appartenente alla provincia di Kandahar. Viene stimata una popolazione di 9.400 abitanti (dato 2012-13).